# NNFI
NNFI (od ang. Non-normed Fit Index, lub TLI, Tucker-Lewis index) – w modelowaniu równań strukturalnych jest to jeden ze wskaźników dopasowania modelu. Wskaźnik ten przyjmuje wartości od 0 do 1, gdzie 1 oznacza model doskonale dopasowany. 
Twórcami wskaźnika są NNFI są Ledyard R. Tucker i Charles Lewis. W 1973 r. przedstawili oni propozycję wskaźnika w artykule pt. A reliability coefficient for maximum likelihood factor analysis.